# One way
「one way」為日本的視覺系樂團・SID的主流單曲第四張作品。於2009年11月11日由唱片公司キューンレコード販售。

## 概要
- 距離前作約半年的時間發售。
- 初回盤的A、B版本收錄不同的影像作品。

## 收錄曲
1. one way [3:32]
作詞：マオ、作曲：御恵明希、編曲：シド
  - 富士電視台系『ウチくる!?』片尾曲

歌詞為マオ在學生時期的描述自己最大的敵人為師長及大人所創作之曲。
2. 怪盗ネオン [3:51]
作詞：マオ、作曲：Shinji、編曲：シド・西平彰
3. 土曜日の女（Live from SID TOUR 2009 hikari） [4:00]
作詞：マオ、作曲：御恵明希、編曲：シド・sakura

## 收錄Album 專輯
- 『dead stock』（#1）

Template:シド